# Abu Omar al-Shishani
Tarkhan Tayumurazovich Batirashvili (in georgiano თარხან ბათირაშვილი; Birkiani, 11 febbraio 1986 – al-Shirqat, 14 luglio 2016) è stato un militare e terrorista georgiano, in precedenza sergente dell'esercito georgiano e comandante delle formazioni armate dello Stato Islamico in Siria; tra questi ranghi era meglio conosciuto con il nome di battaglia Abū ʿOmar al-Shīshānī (in arabo أبو عمر الشيشاني‎?), "Abu Omar il Ceceno"). Al momento della sua morte era tra i più ricercati del mondo, con una taglia di cinque milioni di dollari.

## Biografia

### Giovinezza e servizio militare
Nato nell'allora Repubblica Socialista Sovietica Georgiana da Teimuraz Batirashvili - un cristiano ortodosso appartenente al gvari Batirashvili - e da una donna musulmana d'etnia Kist (un sottogruppo ceceno del Pankisi Gorge georgiano) del clan Melkhi, Tarkhan Batirashvili trascorse la sua infanzia nel villaggio di Birkiani, situato nella regione di Pankisi Gorge, e in gioventù lavorò come pastore nelle colline sopra la valle.
In quel tempo la sua regione era un importante punto di transito per i ribelli che parteciparono alla seconda guerra cecena; durante una di queste manovre Batirashvili entrò in contatto con i ribelli ceceni che si spostavano in Russia e aderì alla loro causa. Secondo quanto raccontato da suo padre fin da giovanissimo Batirashvili aiutò segretamente i militanti ceceni in Russia e, talvolta, si unì a loro in missioni contro le truppe di Mosca.
Dopo avere terminato le scuole superiori Batirashvili si arruolò nelle forze terrestri georgiane e – stando a quanto testimonia il suo ex comandante Malkhaz Topuriasi, che lo inserì in uno speciale gruppo di ricognizione – si distinse per la sua bravura nell'usare varie armi e mappe. Egli raggiunse il grado di sergente in un'unità di intelligence di recente formazione e durante la guerra russo-georgiana del 2008 prestò servizio nei pressi della linea del fronte, con il compito di spiare le colonne di carri armati russi e inoltrare le loro coordinate alle unità di artiglieria georgiana.
Batirashvili venne decorato per la sua attività bellica e sembrava sul punto di essere promosso a ufficiale, ma nel 2010 gli fu diagnosticata la tubercolosi e il suo passaggio di grado venne bloccato. Dopo avere trascorso vari mesi in un ospedale militare venne dimesso per motivi di salute; poco dopo tentò di essere re-inserito nelle forze armate del suo paese, ma non ci riuscì. Dichiarato inabile anche per il servizio di sicurezza nella Polizia, in quel periodo dovette subire anche la morte della madre a causa di un cancro e il padre lo descrisse come "molto disilluso".

### La conversione all'Islam e la guerra in Siria
Secondo il Ministero della Difesa georgiano Batirashvili venne arrestato nel settembre del 2010 per possesso illegale di armi da fuoco e fu condannato a tre anni di carcere. Dopo avere trascorso circa sedici mesi in prigione venne rilasciato all'inizio nel 2012 e subito dopo abbandonò il Paese; in un'intervista pubblicata su un sito web jihādista Batirashvili ha dichiarato che l'esperienza del carcere lo aveva trasformato: "Ho promesso a Dio che, qualora fossi uscito vivo dalla prigione, sarei andato ad adempiere il Jihad sulla Via di Dio" (al-jihād fī sabīl Allāh).
Batirashvili riferì a suo padre che stava partendo per Istanbul, dove i membri della diaspora ceceni erano pronti a reclutarlo per guidare i combattenti all'interno della Siria devastata dalla guerra civile; d'altronde già un fratello maggiore di Tarkhan era andato in Siria qualche mese prima. In un'intervista Batirashvili ha detto che aveva preso in considerazione l'ipotesi di andare in Yemen e che visse per poco tempo in Egitto prima raggiungere la Siria nel marzo del 2012.
Il suo primo ruolo di comando fu quello all'interno della "Brigata Muhājirīn", un gruppo jihādista islamico composto da guerriglieri stranieri che si è formata nell'estate del 2012. Questa unità fu coinvolta nella battaglia di Aleppo e nell'ottobre del 2012 aiutò il Fronte al-Nusra durante un assalto condotto contro una base militare siriana ad Aleppo che conteneva strumenti per la contraerea e missili Scud.
Nel dicembre del 2012 combatté con la sua brigata al fianco del Fronte al-Nuṣra durante l'invasione della base militare di Shaykh Sulaymān, posta nella parte occidentale Aleppo. Nel febbraio del 2013, insieme alle Brigate al-Tawhid e al Fronte al-Nuṣra, prese d'assalto la base dell'80º reggimento dell'esercito siriano nei pressi del principale aeroporto di Aleppo.
Nel marzo del 2013 il Centro Kavkaz (Caucaso) riferì che la Brigata Muhājirīn si era fusa con due gruppi gihadisti siriani chiamati "Jaysh Muḥammad" e "Katāʾeb ʿUmar b. al-Khaṭṭāb" per formare un nuovo gruppo chiamato "Jaysh Muhājirīn wa l-Anṣār" o "Esercito degli Emigranti e degli Ausiliari". Il comando del gruppo è costituito da una leadership militare, una commissione incaricata di applicare la Shari'a, un Consiglio della Shura e un braccio armato di supporto, chiamato Liwāʾ al-Mujāhidīn al-Islāmī (Formazione armata dei Combattenti del jihād islamico): quest'ultimo è lo stesso nome di un gruppo composto da mujāhidīn stranieri che combatterono nella guerra in Bosnia.
La nuova formazione svolse un ruolo chiave nella cattura della base area di Menagh, avvenuta nell'agosto del 2013, che culminò in un attacco tramite autobomba che uccise e ferì molti membri delle forze armate siriane regolari. Un ramo della Brigata Muhajireen è stato coinvolto nell'offensiva di Laodicea, svoltasi dal 4 al 19 agosto 2013 e conclusasi con la vittoria delle truppe di Baššār al-Asad.

### L'adesione allo Stato Islamico
Nel mese di agosto 2013 Batirashvili rilasciò una dichiarazione che annunciava l'espulsione di uno dei comandanti della sua brigata, il cosiddetto emiro Sayf Allāh, e di 27 altri suoi uomini dal gruppo: il georgiano li accusò di appropriazione indebita e di fomentare l'animosità dei siriani locali contro i combattenti stranieri, indulgendo facilmente nella pronuncia di Takfīr - la condanna per kufra (empietà massima) che comporta la "scomunica" dal consorzio umano del reo - contro altri musulmani, con la susseguente liceità della loro uccisione in quanto apostati.
Tuttavia Sayf Allāh negò queste accuse e dichiarò che ciò era avvenuto perché egli si era rifiutato di unirsi allo Stato Islamico dell'Iraq e del Levante, che invece godeva del sostegno di Batirashvili.
Alla fine del 2013 Batirashvili è stato sostituito come comandante della formazione "Jaysh Muhājirīn wa l-Anṣār" (Esercito dei Muhājirīn e degli Anṣār) da un altro comandante ceceno, noto come Ṣalāḥ al-Dīn, dopo che nel mese di novembre la maggior parte dei membri ceceni del gruppo non prestarono il loro giuramento di fedeltà allo Stato Islamico (fortemente voluto da Batirashvili) a causa della loro precedente sottomissione a Dokka Umarov, leader dell'Emirato del Caucaso.
Secondo il padre di Batirashvili quest'ultimo da quando ha lasciato la Siria lo ha chiamato una volta per dirgli che ora era sposato con una donna cecena e aveva una figlia di nome Sophia. Per un certo periodo Batirashvili visse con la sua famiglia in una grande villa di proprietà di un uomo d'affari nella città di Huraytan, a nord-ovest di Aleppo, rimanendo in disparte rispetto agli avvenimenti del conflitto siriano.
Con il distacco dell'ISIS dalle altre forze della coalizione nazionale siriana e la nascita del cosiddetto "califfato" guidato da Abū Bakr al-Baghdādī, al-Shīshānī ha rapidamente asceso posizioni all'interno dei vertici dello Stato Islamico, tanto che si è parlato di lui come possibile comandante dell'esercito di terra dell'IS dopo la morte di Abū ʿAbd al-Raḥmān al-Bilāwī, avvenuta a Mosul nel giugno 2014.
Nominato comandante militare dell'ISIS in Siria, il 16 settembre 2014 ha lanciato le sue truppe all'assedio di Kobanê, perdendo però contro i peshmerga curdi a gennaio 2015.

### Morte, presunte morti e smentite
È ufficialmente morto il 14 luglio 2016, quando l'agenzia di stampa Amaq, legata allo Stato Islamico, ha confermato la morte di al-Shīshānī, attribuendola alle ferite riportate in combattimento nella città di al-Shirqat, nel governatorato di Salah al-Din in Iraq. Lo Stato Islamico stesso, ha ammesso l'uccisione di al-Shīshānī, giurando vendetta.
Non è la prima volta tuttavia che al-Shīshānī viene dichiarato morto o catturato per poi ricomparire: fu dato per deceduto la prima volta a novembre 2014 nel Caucaso, poi in Iraq a giugno 2015, e poi dichiarato catturato dalle United States Army Special Forces a Kirkuk nel dicembre 2015. Shīshānī fu creduto morto ancora una volta il 14 marzo 2016 in seguito alle gravissime ferite riportate dieci giorni prima quando il suo convoglio fu colpito da un raid aereo americano presso al-Shaddadeh, una cittadina strategica fra Siria e Iraq, attaccata dai peshmerga. Queste ipotesi tutte rivelatesi evidentemente false.
La morte di al-Shīshānī avrebbe un peso strategico non indifferente sullo Stato Islamico, secondo il ricercatore Mairbek Vatchagaev, poiché renderebbe all'organizzazione molto più difficile reclutare musulmani ceceni o del Caucaso, che avrebbero potuto vedere in Shishani un leader ideale e familiare.